# Sälgvaxskinn
Sälgvaxskinn (Phlebia nitidula) är en svampart som först beskrevs av Petter Adolf Karsten, och fick sitt nu gällande namn av Leif Ryvarden 1971. Sälgvaxskinn ingår i släktet Phlebia och familjen Meruliaceae.  Arten är reproducerande i Sverige. Inga underarter finns listade i Catalogue of Life.